# Nexhmije Hoxha
Nexhmije Hoxha z domu Xhuglini (ur. 8 lutego 1921 w Bitoli, zm. 26 lutego 2020 w Tiranie) – albańska działaczka komunistyczna, nauczycielka i dziennikarka, żona przywódcy albańskiego Envera Hoxhy.

## Życiorys
Córka Naxhije i Tevfika. Pochodziła z muzułmańskiej rodziny albańskiej, która w 1928 przybyła z Dibry i osiadła w Tiranie, gdzie jej ojciec pracował jako księgowy. W 1941 ukończyła elitarną szkołę średnią dla dziewcząt Nana Mbretneshe. 10 listopada 1941 została zarejestrowana jako członkini Albańskiej Partii Faszystowskiej, dzięki czemu od grudnia 1941 mogła podjąć pracę w szkole w Tiranie. Na tym stanowisku pracowała do 1 listopada 1942.
Pierwsze kontakty z działaczami komunistycznymi (Qemal Stafa) nawiązała w 1937. W organizacji młodzieżowej Komunistycznej Partii Albanii działała od 1941. W czasie okupacji niemieckiej kierowała podziemnym pismem „Kobieta Albańska” (alb. Gruaja Shqiptare). W 1944 r. trafiła do 1 Dywizji Uderzeniowej Armii Narodowo-Wyzwoleńczej, gdzie zajmowała się propagandą. Po wyzwoleniu ukończyła korespondencyjnie studia z zakresu języka i literatury albańskiej.
W 1944 r. znalazła się w sekretariacie I kongresu Albańskiego Związku Kobiet Antyfaszystowskich, a od 1946 po usunięciu Olgi Plumbi kierowała Albańskim Związkiem Kobiet (Bashkimi të Grave të Shqipërisë).
W latach 1945–1991 zasiadała w parlamencie albańskim, początkowo w składzie komisji spraw zagranicznych, a potem w komisji kultury. Od 1966 kierowała Instytutem Studiów Marksistowsko-Leninowskich APP. W latach 80. identyfikowana z grupą skrajnie konserwatywną w partii, niechętnej jakimkolwiek zmianom. Po śmierci Envera Hoxhy w 1985 wybrana przewodniczącą Frontu Demokratycznego. Kierowała tą organizacją do 1990, kiedy ją rozwiązano.
W 1991 r. została usunięta z partii i poddana krytyce w organie partyjnym Zëri i popullit. Od 5 grudnia 1991 przebywała w areszcie domowym. 27 stycznia 1993 sąd w Tiranie skazał ją na 9 lat więzienia za defraudację i nadużycie władzy. Stanowisko N. Hoxhy na procesie zaprezentował adwokat Teodor Mosko – oskarżona odrzucała jakiekolwiek zarzuty twierdząc, że są przykładem politycznej zemsty. W apelacji wyrok podwyższono do 11 lat więzienia. Wolność odzyskała na mocy amnestii, w styczniu 1997.
1 stycznia 1945 poślubiła Envera Hoxhę, z którym była związana do jego śmierci. Z tego związku przyszło na świat troje dzieci – dwóch synów (Ilir i Sokol) oraz córka (Pranvera). W ostatnich latach życia N. Hoxha poświęcała się obronie dobrego imienia męża, uczestnicząc w obchodach rocznicowych ku jego czci w rodzinnej Gjirokastrze. Wydała trzy tomy wspomnień Jeta ime me Enverin (Moje życie z Enverem, dwutomowe) oraz Miqesi i tradhtuar (Zdradzona przyjaźń). Zmarła w domu rodzinnym w tirańskiej dzielnicy Lapraka. W chwili śmierci była najstarszym żyjącym członkiem komunistycznego kierownictwa Albanii. 27 lutego 2020 została pochowana na cmentarzu Sharre w Tiranie, obok grobu Envera Hoxhy.
Odznaczona Orderem Bohatera Pracy Socjalistycznej (Hero i Punës Socialiste). Dekretem Prezydenta Republiki z 13 lutego 1995 Nexhmije Hoxha za udział w ludobójstwie narodu albańskiego została pozbawiona wszystkich odznaczeń i tytułów honorowych.